# フレデリック・エドウィン・チャーチ
フレデリック・エドウィン・チャーチ（英語: Frederic Edwin Church、1826年5月4日 - 1900年4月7日）は、アメリカ合衆国の画家。

## 概要
コネチカット州のハートフォードに生まれた。父親は成功した実業家であった。家族の知り合いで、ハートフォードに公共美術館 ワズワース・アテネウム美術館を作ったダニエル・ワズワースの紹介で、1844年に18歳でニューヨークで活動するトマス・コールの弟子となった。コールの元で2年間学び、ニューイングランドの各地の風景画を描いた。
1846年にワズワース・アテネウム美術館がチャーチの作品を買い上げた。1848年にナショナル・アカデミー・オブ・デザインの準会員となり、翌年正会員に選ばれた。1848年には弟子として、スティルマン(William James Stillman:1828–1901）、1850年にはジャービス・マッケンティー（1828–1891)を教えている。

トマス・コールを師としたが、その作風はコールとは対照的で、自然を丹念に調査し、人物等は配置せず、忠実にありのままの姿で描くことを良しとした。ナイアガラやアンデスなどの壮大でドラマティックな光景を大画面に再現し、作者たる自分と同じ体験を見物人に味わってもらおうとした。

## ギャラリー

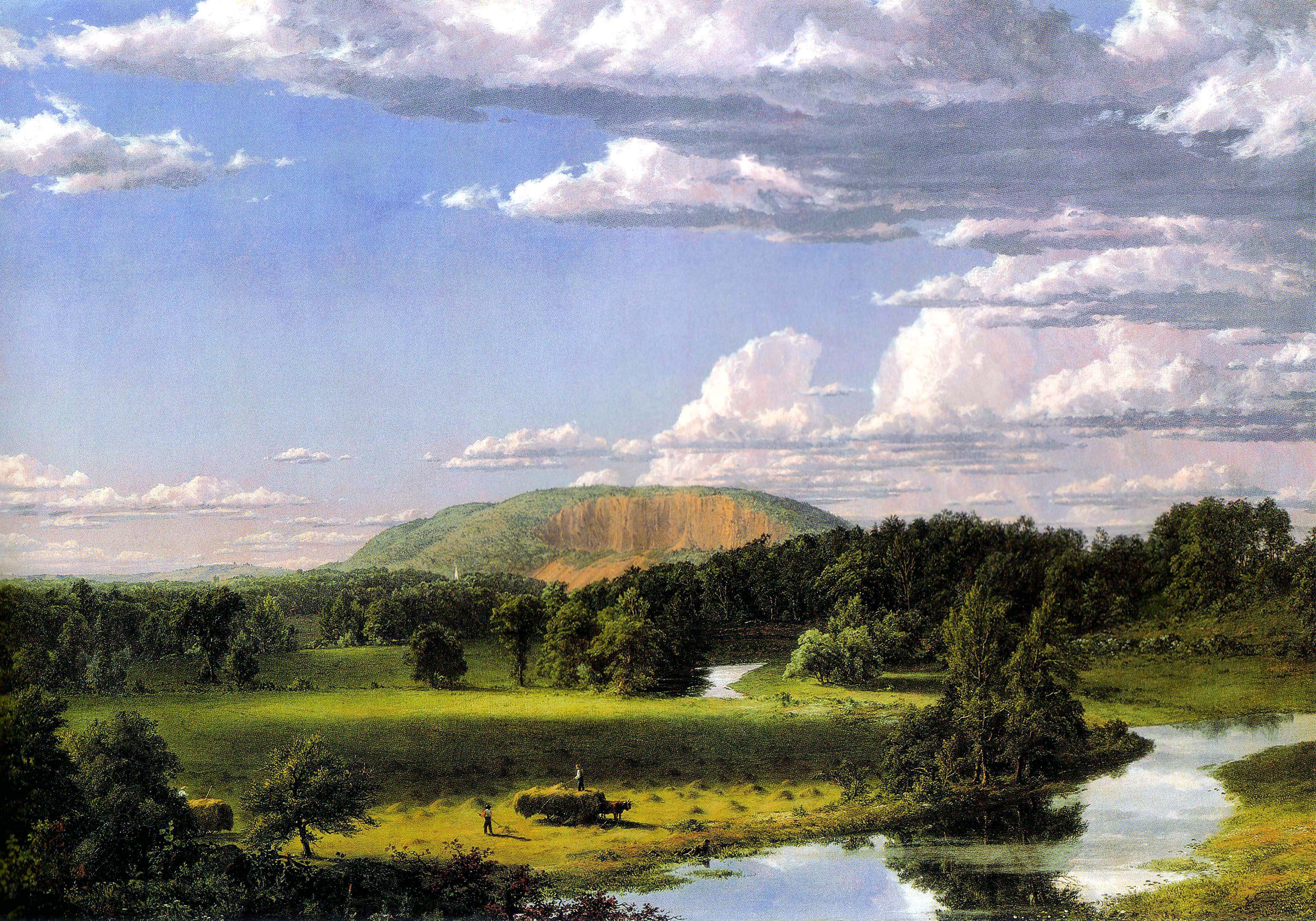
『ウェスト・ロック、ニューヘブン（West Rock, New Haven）』（1849年）
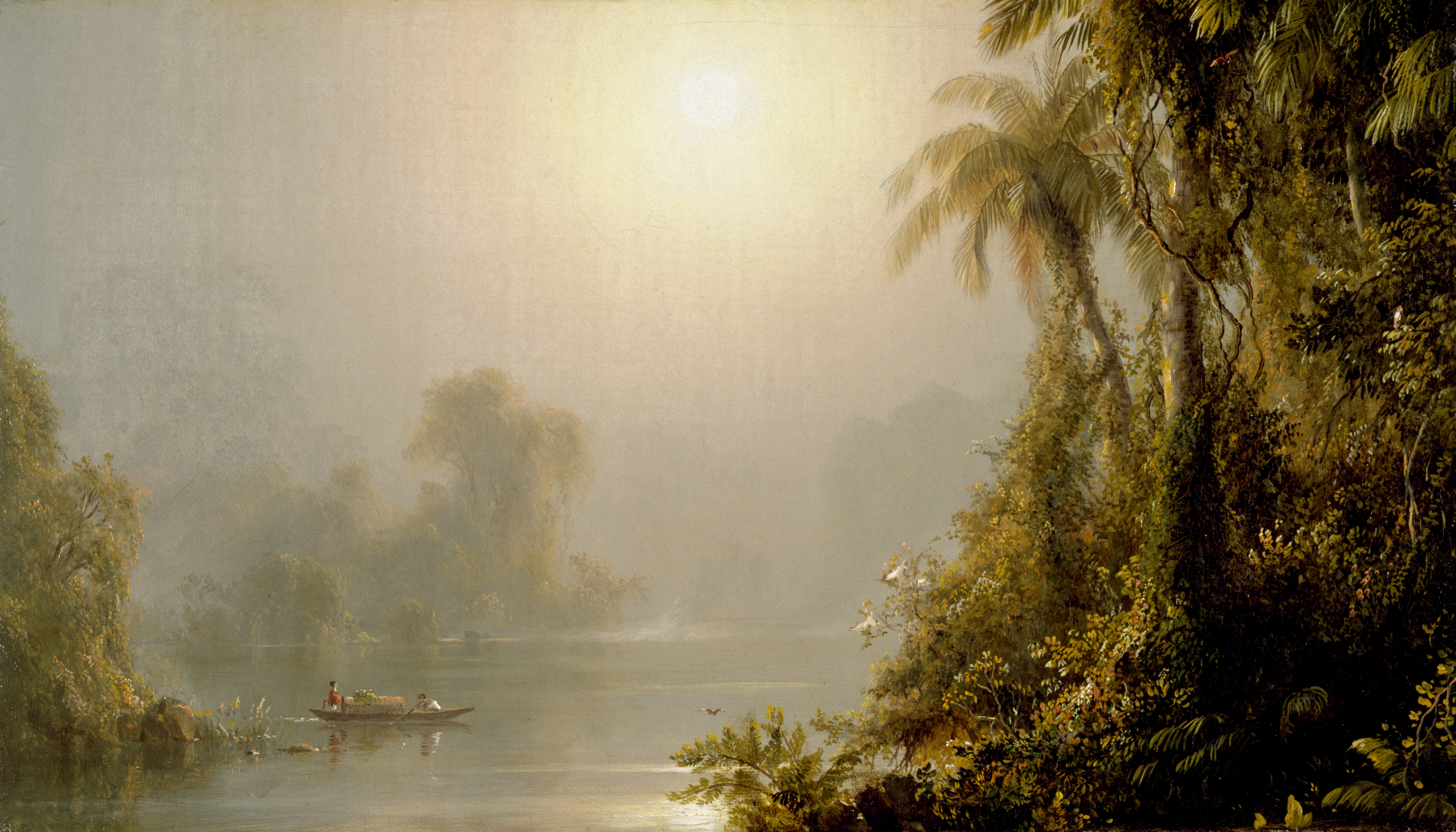
『熱帯の朝（Morning in the Tropics）』（1858年頃）
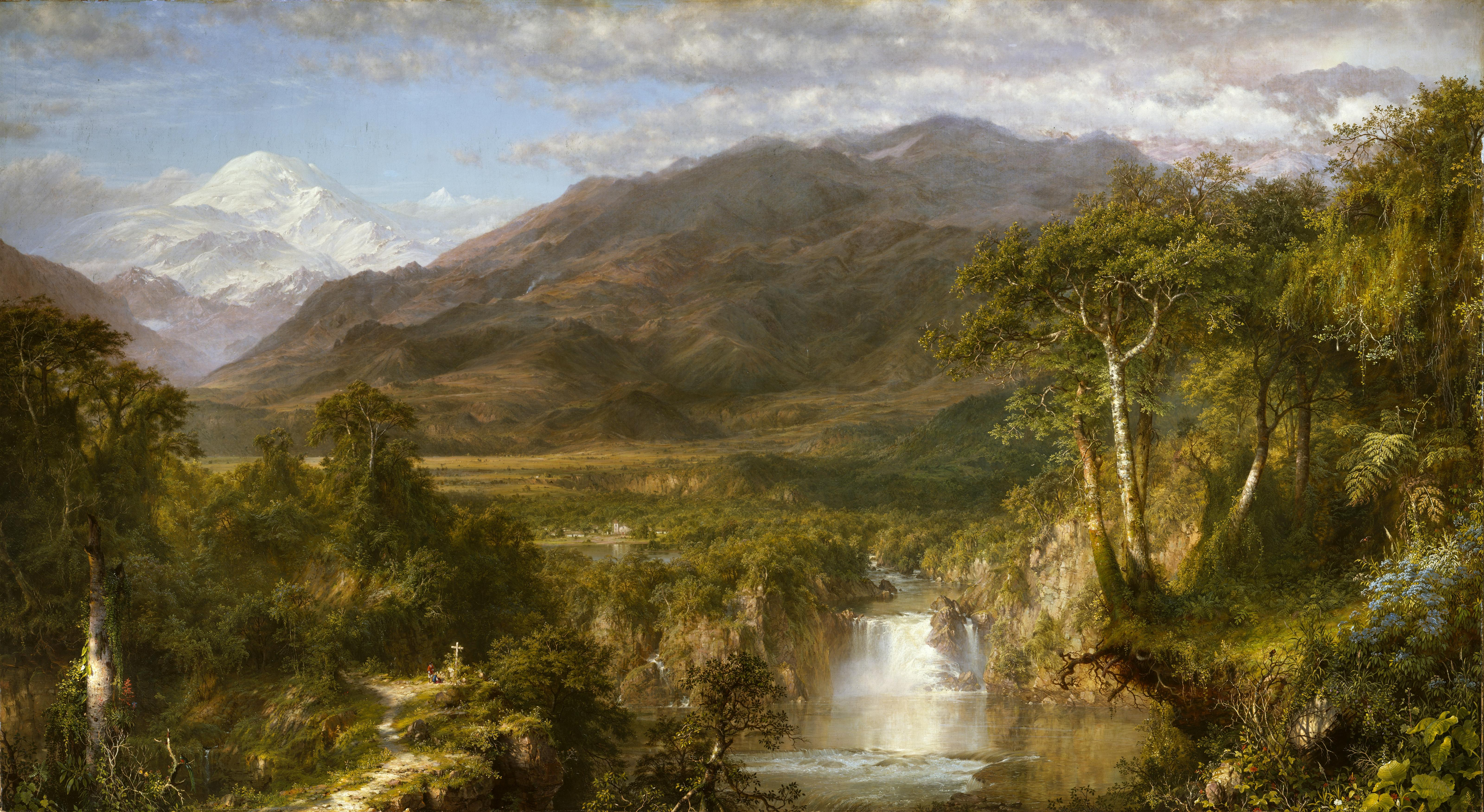
『アンデスの中心（英語版）（The Heart of the Andes）』（1859年）
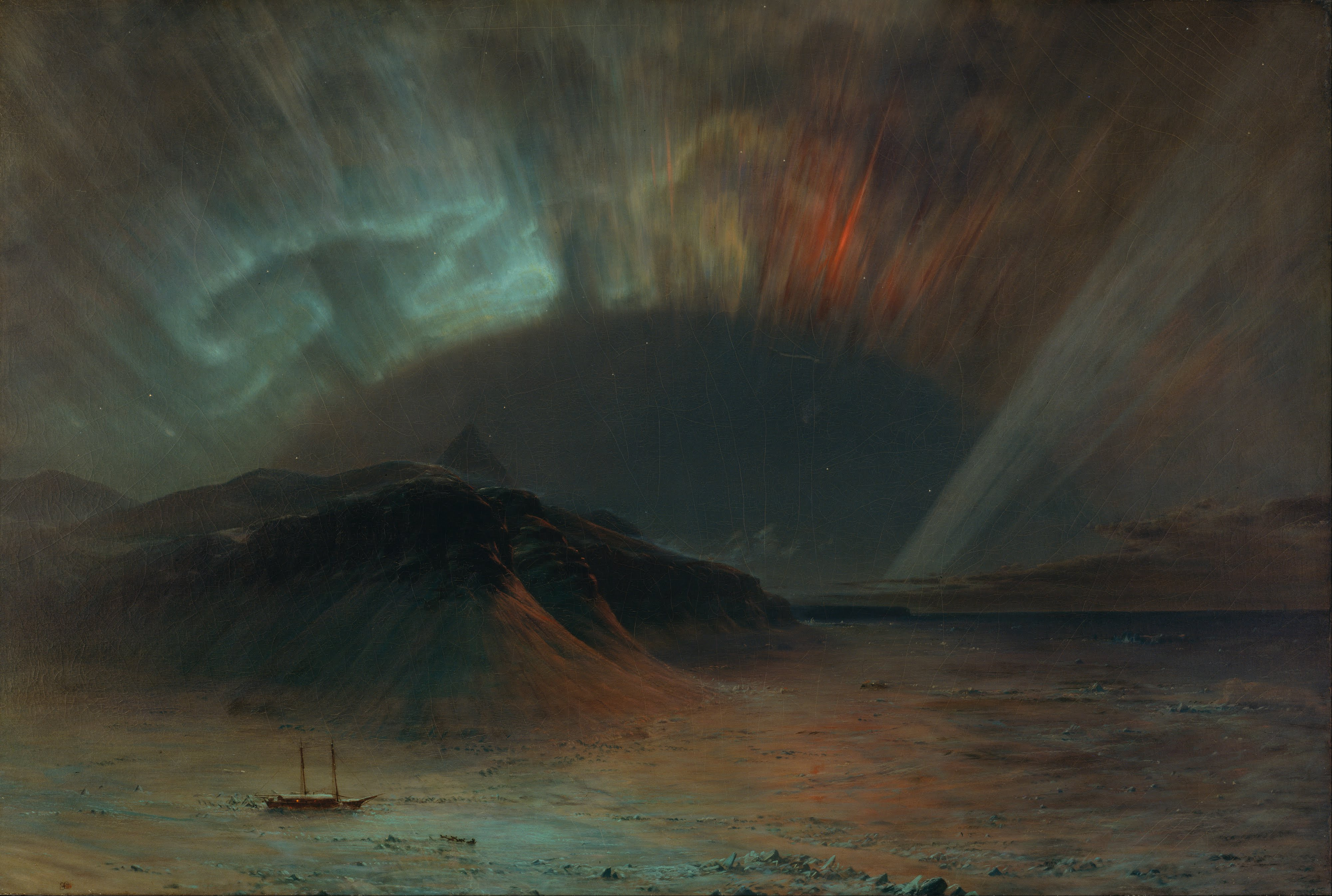
『オーロラ（英語版）（Aurora Borealis）』（1865年）
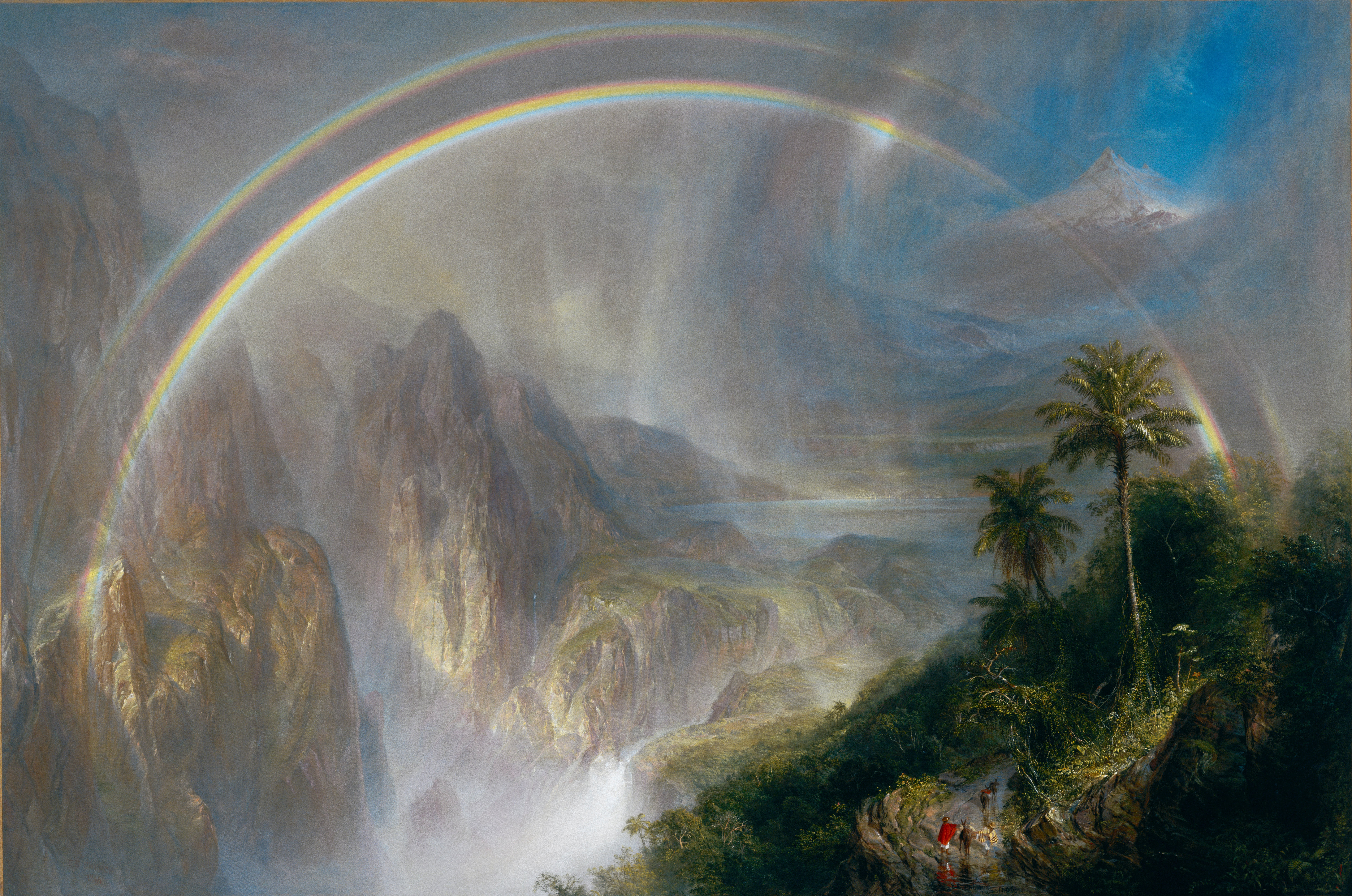
『熱帯雨季（Rainy Season in the Tropics）』（1866年）
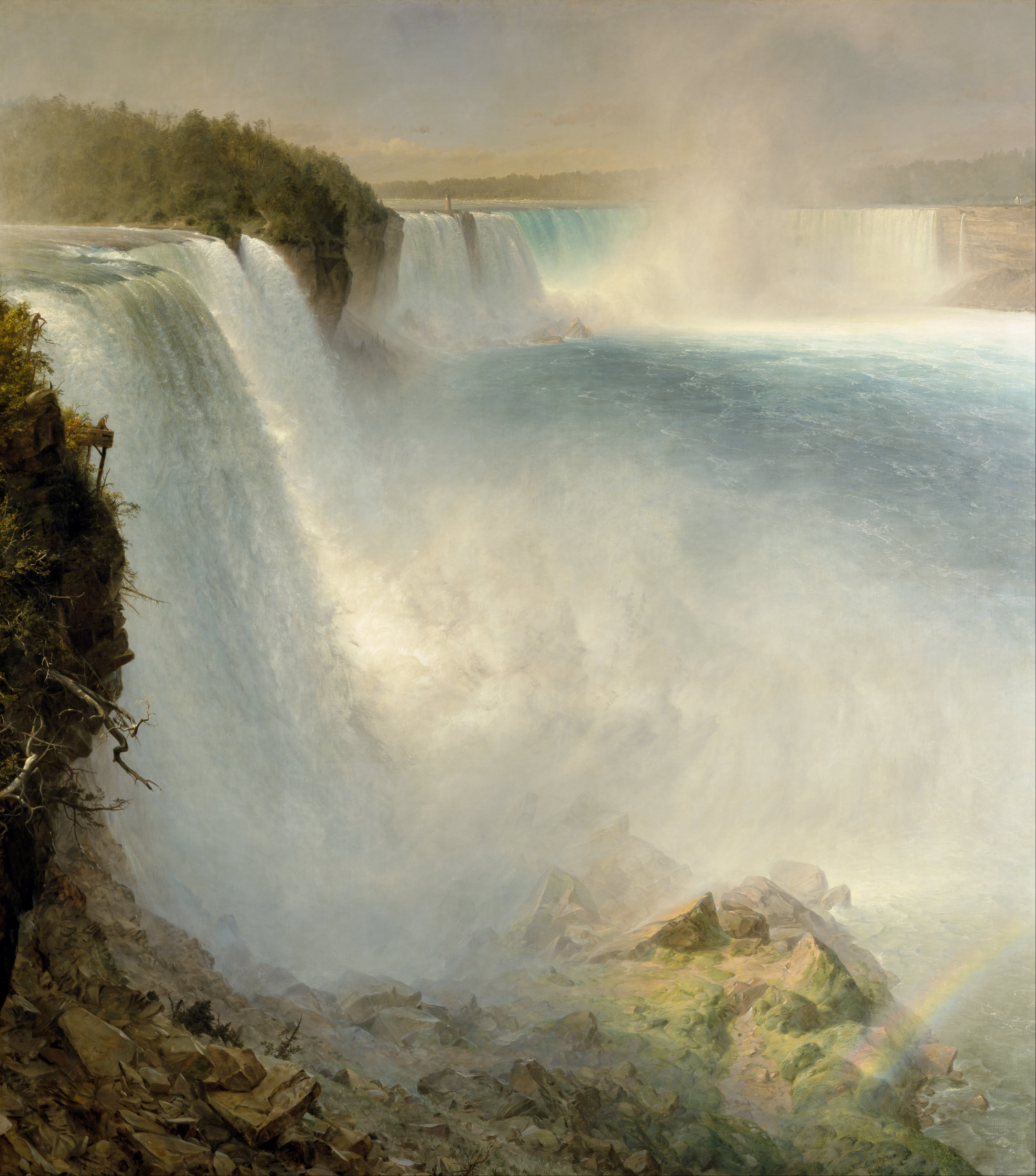
『ナイアガラの滝、アメリカ側から（Niagara Falls, from the American Side）』（1867年）
『ナイアガラ』（1857年）[4]